# Abobo-Té
Abobo-Té est un village  Ebrié situé au nord d'Abidjan, la capitale économique de la Côte d'Ivoire, précisément dans la commune d'Abobo,,,. Il abrite une population cosmopolite de 60 000 habitants .